# Olmo Gentile
Olmo Gentile (piemontiul: Orm) település Olaszországban, Piemont régióban, Asti megyében. Lakosainak száma 73 fő (2023. január 1.). Olmo Gentile Perletto, San Giorgio Scarampi, Serole és Roccaverano községekkel határos.

## Népesség
A település lakossága az elmúlt években az alábbi módon változott:
| Lakosok száma | 78   | 77   | 73   |
|               | 2017 | 2018 | 2023 |